# 蔡崈
蔡崈，福建路兴化军仙游县（今福建省莆田市仙游县）人，北宋官员，蔡京族子。
蔡崈性情欺诈狂妄，喜欢谈鬼神事。当承门荫，让其庶兄，宗族称他为贤。崇宁初年，蔡京一党以蔡崈的学行修饬上报于朝廷，他于是和泉州布衣吕注穿着道士服。召入谒见宋徽宗，官拜给事中兼侍读。蔡京去位，蔡崈被言官所攻击，以显谟阁待制提举崇福宫。言官又说他不学无文，勾结豪民，聚敛厚利，主张道家吐纳之说作为论点思想，侍立集英殿时，闭目自如行为不恭，于是被夺职。陈瓘的儿子陈正汇在杭州举报蔡京一党有动摇东宫的企图，陈奏在杭州时，听说蔡崈盛言蔡京有后福，皇帝下诏将蔡崈削籍。蔡京后来复相，徽宗警告他不能再重用蔡崈，只让他担任集英殿修撰，不久改为待制，提点洞霄宫。宣和年间，去世。